# 汶萊行政區劃
县是文莱的主要行政区划。 该国以摩拉縣、馬來奕縣、都東縣、淡武隆縣四縣所構成。每个縣都由一名民政事务专员领导。淡武隆縣是一塊被马来西亚砂拉越林夢縣割開的飞地通过淡武隆跨海大桥与其相连。縣治為每个縣的行政和经济中心，而摩拉县的縣治斯里巴加湾市同時也是該國的首都。

## 管理
每个縣皆設有縣公所，為內政部轄下的單位。 各公所設有一名民政事务专员，由政府任命產生。
縣下設有次級單位乡（Mukims）乡下由若干“甘榜”（村）或城镇所組成。各乡及其下轄行政單位由縣公所管轄。

## 行政区域

Districts of Brunei

"

| 序號 | 縣                     | 縣治                                               | 人口（2016年） | 面積（km2） |
| ---- | ---------------------- | -------------------------------------------------- | -------------- | ----------- |
| ②    | 摩拉縣（Brunei-Muara） | 斯里巴加湾市（Bandar Seri Begawan） 同時為汶萊首都 | 292,705        | 570         |
| ①    | 馬來奕縣（Belait）     | 马来奕（Kuala Belait）                             | 69,992         | 2,727       |
| ④    | 都東縣（Tutong）       | 都東（Tutong）                                     | 49,438         | 1,166       |
| ③    | 淡武隆縣（Temburong）  | 邦阿（Bangar）                                     | 10,543         | 1,306       |

## 外部連結
- Districts of Brunei on Statoids.com （页面存档备份，存于）